# Стрес на работното място
Стрес на работното място e вреден физически или емоционален отклик, който възниква, при наличие на слабо съответствие между необходимостите, възникващи на работното място и възможностите, способностите, ресурсите или нуждите на работещия . Обикновено стрес възниква и при нарушаване на баланса работа/личен живот.
Свързаните със стреса нарушения и разстройства могат да обхващат дълга редица от състояния, включително депресия, безпокойство, посттравматичен стрес и други, както и емоционално напрежение като липса на удовлетвореност, умора, напрежение и други, маладаптивно поведение като агресия или злоупотреба с вещества, когнитивни проблеми – липса на концентрация и проблеми на паметта. В крайна сметка тези състояния могат да доведат до по-слабо представяне на работното място или дори нараняване при работа с опасни вещества или машини и съоръжения.

## Разпространение
Стресът е широко разпространен днес на повечето работни места, като около една трета от работещите съобщават за високи нива на стрес , а една четвърт посочват, че работното им място е основен стресов фактор за техния живот.

## Превенция
- Преосмисляне
- Позитивно мислене
- Хумор
- Диета, упражнения, пиене на вода, домашни любимци (които се смятат за отнемащи напрежението), разходки сред природата
- Музикална терапия
- Себехаресване
- Осъзнаване и себеосъзнаване
- Релаксация, медитация [3]